# België op de Paralympische Winterspelen 1984
België is een van de landen die deelnam aan de Paralympische Winterspelen 1984 in het Oostenrijkse Innsbruck.

## Deelnemers en resultaten
(m) = mannen, (v) = vrouwen 

### Alpineskiën
| Paralympiër      | Onderdeel                       | Resultaat | Prestatie         |
| ---------------- | ------------------------------- | --------- | ----------------- |
| Pierre de Coster | Afdaling Klasse B2 (m)          | DSQ       | Gediskwalificeerd |
| Luc Kerremans    | Afdaling Klasse LW2 (m)         | DSQ       | Gediskwalificeerd |
| Luc Kerremans    | Reuzenslalom Klasse LW2 (m)     | 32ste     | 2:00.27           |
| Willy Mercier    | Afdaling Klasse B1 (m)          | 8ste      | 3:21.69           |
| Willy Mercier    | Reuzenslalom Klasse B1 (m)      | 11de      | 6:50.07           |
| Willy Mercier    | Alpine-combinatie Klasse B1 (m) | 9de       | 818.97            |

### Langlaufen
| Paralympiër      | Onderdeel           | Resultaat | Prestatie |
| ---------------- | ------------------- | --------- | --------- |
| Pierre de Coster | 10 km Klasse B2 (m) | 34ste     | 1:05:59.6 |

Australië · 
België · 
Bondsrepubliek Duitsland · 
Canada · 
Denemarken · 
Finland · 
Frankrijk · 
Groot-Brittannië · 
Italië · 
Japan · 
Joegoslavië · 
Nederland · 
Nieuw-Zeeland · 
Noorwegen · 
Oostenrijk · 
Polen · 
Spanje · 
Tsjecho-Slowakije · 
Verenigde Staten · 
Zweden · 
Zwitserland